# Beatrice Cenci
Pour les articles homonymes, voir Beatrice Cenci (homonymie).
Beatrice Cenci, surnommée la belle parricide (Rome, 5 février 1577 - 11 septembre 1599), est une femme noble italienne célèbre en tant que protagoniste dans un procès pour un meurtre sordide à Rome. Elle a inspiré de nombreuses œuvres littéraires, musicales et dramaturgiques.

## Famille
Beatrice Cenci est la fille de Francesco Cenci, un aristocrate qui, en raison de son tempérament violent et d'un comportement immoral, s'était souvent trouvé confronté à la justice papale.
La famille Cenci a vécu à Rome au Palais Cenci, construit sur les ruines d'un château fort médiéval situé dans le rione de Regola, à proximité du ghetto juif de Rome.
Dans ce palais, avec Beatrice et son père Francesco, vivaient Lucrezia Petroni (seconde femme de Francesco), Giacomo (frère aîné de Beatrice) et Bernardo (le deuxième garçon né du mariage de Francesco et Lucrezia Petroni).
Parmi leurs autres possessions figurait le château de La Rocca de Petrella Salto, un village près de Rieti, au nord de Rome.

## Histoire
Selon la légende, Francesco Cenci, personnage au tempérament violent et au comportement immoral ayant abusé de son épouse et de son fils, était sur le point de commettre l'inceste avec Beatrice. Il avait été emprisonné pour d'autres crimes mais, grâce à la clémence dont les nobles bénéficiaient, il avait été rapidement libéré.
Beatrice avait essayé à plusieurs reprises, mais en vain, d'informer les autorités sur les agissements de son père. Quand celui-ci découvrit les accusations de sa fille à son encontre, il envoya Beatrice et Lucrezia vivre dans le château familial, à l'écart de Rome,.
Les quatre membres de la famille Cenci estimèrent qu'ils n'avaient pas d'autre choix que d'essayer de se débarrasser de Francesco et tous ensemble organisèrent un complot,.
Le 9 septembre 1598, au cours d'un séjour au château de Francesco, deux vassaux (dont l'un était devenu en secret l'amant de Beatrice) avaient empoisonné celui-ci, mais cela n'avait pas suffi pour le tuer,.
Afin de l'achever, Beatrice, sa mère et ses frères avaient frappé Francesco avec un marteau jusqu'à ce que mort s'ensuive puis avaient jeté le corps par-dessus un balcon afin de simuler un accident, mais personne ne crut à cette thèse,.
Dès que son absence fut remarquée, le pape dépêcha la police papale afin d'enquêter sur l'affaire. L'amant de Beatrice fut torturé et mourut sans révéler la vérité. Pendant ce temps, un ami de la famille, qui était au courant de l'assassinat, ordonna le meurtre du deuxième vassal pour éviter tout risque, mais le complot fut tout de même découvert. Les quatre membres de la famille Cenci furent arrêtés, reconnus coupables et condamnés à mort,.
Le peuple de Rome, au courant des raisons de l'assassinat, protesta contre la décision du tribunal et obtint une suspension de l'exécution. Mais le pape Clément VIII refusa la grâce et, le 11 septembre 1599 à l'aube, les condamnés furent conduits au pont Saint-Ange où se situait l'échafaud.
Giacomo eut la tête écrasée sur le billot d'un coup de maillet, puis il fut démembré et ses membres accrochés aux quatre coins de la place. Ensuite arriva le tour de Lucrezia et de Beatrice, amenées sur le billot où elles furent décapitées à l'aube à l'aide d'une espèce de guillotine appelée mannaya. Seul le jeune garçon, Bernardo, fut épargné. Conduit à l'échafaud afin d'assister à l'exécution de ses proches, il fut ensuite ramené à la prison pour y purger sa peine à vie. Il fut finalement libéré une année plus tard. Quant à ses biens, ils furent confisqués au profit de la famille du pape.
Beatrice fut enterrée dans l'église de San Pietro in Montorio à Rome. Sa tête coupée reposait sur un plat d'argent. La tombe fut profanée en 1798 par les soldats de Bonaparte qui fouillaient les sépultures à la recherche d'objets précieux et de plomb pour fondre des balles. La tête de Beatrice disparut à ce moment-là.
Le procès a été suivi avec grand intérêt par l'opinion publique, qui a manifesté une grande sympathie pour les accusés et pour Beatrice en particulier, qui frappait par sa beauté et sa jeunesse. Une légende s'est immédiatement créée autour d'elle, qui en a fait une héroïne : on disait aussi qu'elle avait supporté la très dure torture, ne cédant qu'à la fin. Lors de l'exécution des Cenci, qui eut lieu sous un soleil particulièrement étouffant, certains spectateurs sont morts d'insolation. Le plus célèbre d'entre eux fut le jeune aristocrate Ubaldino Ubaldini, dont Francesco Domenico Guerrazzi et Stendhal (dans ses Chroniques italiennes) rapportent le décès.

### Sources
- (en) Cet article est partiellement ou en totalité issu de l’article de Wikipédia en anglais intitulé « Beatrice Cenci » (voir la liste des auteurs).